# Tuija Pulkkinen
Tuija Kaarina Pulkkinen, född 30 juli 1956 i Pihlajavesi, är en finländsk genusvetare.
Pulkkinen är utbildad vid Helsingfors universitet, där hon blev politices kandidat i politisk historia 1982, politices licentiat 1989 och politices doktor i praktisk filosofi 1996. Därefter var hon verksam som docent i praktisk filosofi vid Helsingfors universitet 1998, i politisk historia vid Åbo universitet 2002 och i statskunskap, filosofi och kvinnoforskning vid Jyväskylä universitet 2002. Åren 2003–2007 var hon professor vid Jyväskylä universitet och 2011–2017 akademiprofessor vid Finlands Akademi. År 2008 tillträde hon en professorstjänst i kvinnoforskning vid Helsingfors universitet. År 2011 utnämndes hon till ledamot av Finska Vetenskapsakademien.

## Utmärkelser
- Officer av Akademiska palmen,  2017[2]

[Redigera Wikidata]